# Myjavská Rudava
Myjavská Rudava je vodní tok na Záhoří, na území okresu Senica. Je to levostranný přítok Myjavy, má délku 14 km a je vodním tokem IV. řádu.

## Pramen
Protéká severovýchodní částí Borské nížiny, vzniká v Podmalokarpatskej sníženině severozápadně od obce Prievaly v nadmořské výšce cca 310 m n. m., v oblasti bažin a rašelinišť.

## Popis toku
Teče nejprve severovýchodním směrem okrajem borových lesů na levém břehu, obtéká soustavu pěti rybníků na stejném břehu a protéká kolem myslivny Rudava, při níž přibírá pravostranný přítok ze severozápadního úpatí Vápenkové skály (469,4 m n. m.). Potom přibírá pravostranný přítok od obce Cerová a při samotě Pustý Mlyn další pravostranný přítok zpod hradu Korlátka. Následně se stáčí na sever, zprava přibírá Čierny potok (196,9 m n. m.) a pokračuje souběžně s korytem Myjavy na pravém břehu.
Stáčí se na severozápad, teče po Myjavské nivě, při samotě Horný Šranek přibírá levostranný přítok zpod kóty 216,2 m a vzápětí při samotě Mlyn na Lúkach opět levostranný přítok z lokality Polesie Myjava. Konečně teče v blízkosti osady Vyrúbaná na levém břehu a senického letiště na pravém břehu.

## Ústí
Jihozápadně od města Senica se v nadmořské výšce (185,5 m n. m.) vlévá do řeky Myjava.
Přibližně na 8,5 km úseku Myjavská Rudava tvoří hranici mezi okresy Malacky na levém (zároveň hranice VVP Záhorie ) a Senica na pravém břehu.